# Harker Heights
Harker Heights is een plaats (city) in de Amerikaanse staat Texas, en valt bestuurlijk gezien onder Bell County.

## Demografie
Bij de volkstelling in 2000 werd het aantal inwoners vastgesteld op 17.308.
In 2006 is het aantal inwoners door het United States Census Bureau geschat op 22.842, een stijging van 5534 (32,0%).

## Geografie
Volgens het United States Census Bureau beslaat de plaats een oppervlakte van
33,0 km², geheel bestaande uit land.

## Plaatsen in de nabije omgeving
De onderstaande figuur toont nabijgelegen plaatsen in een straal van 20 km rond Harker Heights.